# 大理石副棘鰍
大理石副棘鰍（學名：Paracanthocobitis marmorata），為輻鰭魚綱鯉形目條鰍科副棘鰍屬的其中一種。分布於亞洲印度阿薩姆邦巴拉克河流域，體長可達3.4公分，棲息在河川底層水域，生活習性不明。

## 扩展阅读
維基物種上的相關：大理石副棘鰍